# Notfeld
Notfeld (dansk) eller Nottfeld (tysk) er en landsby og kommune beliggende 2 km syd for Sønder Brarup i det sydøstlige Angel i Sydslesvig. Administrativt hører kommunen under Slesvig-Flensborg kreds i den nordtyske delstat Slesvig-Holsten. Kommunen samarbejder med nabokommunerne i Sønder Barup kommunefællesskab (Amt Süderbrarup). I kirkelig henseende hører kommunen under Sønder Brarup Sogn. Sognet lå i den danske tid indtil 1864 i Slis Herred (Gottorp Amt, Sønderjylland).

## Geografi
Byen er landbrugspræget. Til kommunen hører også Blæsbjerg (Blasberg), Bredaa (Breau), Christianlyst, Nyfelt (Niefeld), Østertoft (Ostertoft) og bebyggelsen og skoven Koholt el. Koskov (Kuhholz).
I Notfeld ligger den danske kursusejendom Christianslyst. Christianlyst blev 1952-2020 drevet af Sydslesvigs danske Ungdomsforeninger og overgik derefter til Dansk Skoleforening for Sydslesvig.

## Historie
Stednavnet nævnes første gang i Kong Valdemars Jordebog fra 1231 som krongods Nutæ fellæ. 1492 findes formen Nutvelde. Navnet er afledt af olddansk nut (flertal nutæ, oldnordisk: hnot) for nødder og fella (sml. engelsk field, vestgermansk: felþa, oldnordisk: fold) for mark eller olddansk feld (oldnordisk fjall) for fjeld. Hele navnet beskriver altså en med nøddetræer bevokset mark (Nøddemark)  eller et med nøddetræer bevokset fjeld (Nøddefjeld). Godset Notfeld blev senere nedlagt og gjort til en avlsgård under godset Lindå (i Borne Sogn). Notfeld havde 1987 131 indbyggere og rådede over et areal på 319 ha, deraf 57 ha skov.
Koskov er første gang dokumenteret 1804.

## Skovene
Kommunen råder over to større skovstrækninger. Den cirka 29 ha store Koskov (også Koholt, på tysk Kuhholz) er beliggende øst for landsbyen ved vejen til Lindånæs i nabokommunen Borne. Mod syd forsætter skoven som Petersholt (Petersholz). Petersholt har et areal på cirka 25 ha. Koskoven er løvskov med overvejende eg og ask. Petersholt består overvejende af bøg og eg.